# 金曜ナイト劇場
- 毎日放送 > 番組一覧 > 金曜ナイト劇場

「金曜ナイト劇場」（きんようナイトシアター）は、2009年4月から2010年3月まで毎日放送で金曜深夜（土曜未明）に設けられていた連続ドラマ放送枠。枠自体は関西ローカルであったが、TBSなどの関西以外の地域の放送局でも遅れネットで放送されていた。

## 概要
2009年4月のTBS系列の大改編で『NEWS23』が30分番組に縮小した。これによって空いた枠については、月曜から木曜までは全国ネットの「吉崎金門海峡」枠が新設されたが、金曜については全国ネット番組を設けずローカルセールス枠にした（TBSでは『笑撃!ワンフレーズ』を放送）。この方針に対し、毎日放送ではその空いた金曜深夜24時台前半枠において、新たに深夜ドラマを放送することになり、「金曜ナイト劇場」の枠名がつけられた。2009年10月スタートの『深夜食堂』からは、次時間帯で放送されていた『笑撃!ワンフレーズ』（最終週のみ『ごぶごぶ』）と放送枠を入れ替えた。
TBSにおいても、『オビラジR』の後番組の一つとして、毎日放送での本放送の翌週の水曜深夜（木曜未明）に遅れネットで放送されることになった。ただし、TBSでの曜日違い放送への配慮もあるためか、オンエア上では毎日放送も含めて「金曜ナイト劇場」の表記は使用されなかった。
2010年4月より、最終便ニュース『NEWS23X』の放送時間拡大に伴い、毎日放送では木曜深夜0時50分、TBSでも火曜深夜0時55分に枠移動したため、『三代目明智小五郎〜今日も明智が殺される〜』からは、TBSでの放送開始がドラマ制作局のMBSよりも先行していた。MBSでは「金曜ナイト劇場」の枠移動後、『あらびき団』（遅れネット放送）が枠移動となったため、「金曜ナイト劇場」の枠名は廃止された。

## 放送作品
放送日については制作局である毎日放送のものに準拠する。MBSとTBSでは各作品の放送開始前に事前番組を放送した。
2009年
- 漂流ネットカフェ（2009年4月10日 - 2009年6月19日、主演：伊藤淳史）
- 帝王（2009年7月10日 - 2009年9月11日、主演：塚本高史）
- 深夜食堂（2009年10月9日 - 2009年12月11日、主演：小林薫）[注釈 2]

2010年
- 新撰組PEACE MAKER（2010年1月15日 - 3月19日、主演：須賀健太）

## 放送時間・ネット局
これ以外に、系列地方局または秋田県、福井県の系列外ネット局、またはTBSチャンネルなどにおいて2話連続などの形で集中放送されることがある。『深夜食堂』は、当初こそ放送局数が少なかったが、次第にそれまで金曜ナイト劇場をネットしていなかった放送局によってレギュラー放送や集中放送などが組まれ、放送エリアが拡大した。